# ستيفي كاميرون
ستيفي كاميرون هي صحفية كندية، ولدت في 1943 في بيلفي في كندا.